# Тотемизм
Тотеми́зм — некогда весьма распространённая и ныне ещё существующая религиозно-социальная система, в основании которой лежит культ так называемого тотема. 
Этот термин, впервые употреблённый Лонгом в 1791 году, заимствован у североамериканского племени оджибва, на языке которых totem означает название и знак, герб клана, а также название животного, которому клан оказывает специальный культ. В научном смысле под тотемом подразумевается класс объектов или явлений природы, которому та или другая социальная группа, род, фратрия, племя, иногда даже каждый отдельный пол внутри группы (Австралия), а иногда и индивид (Северная Америка) — оказывают специальное поклонение, с которым считают себя родственно связанным и по имени которого себя называют. Нет такого объекта, который не мог бы быть тотемом, однако наиболее распространёнными (и, по-видимому, древними) тотемами были животные.
Один из компонентов тотемизма составляют тотемические мифы.

## Виды тотемов
В качестве тотема могут выступать ветер, солнце, дождь, гром, вода, железо (Африка), даже части отдельных животных или растений, например, голова черепахи, желудок поросёнка, концы листьев и т. п., но чаще всего — классы животных и растений.
Так, например, североамериканское племя оджибва состоит из 23 родов, каждый из которых считает своим тотемом особое животное (волк, медведь, бобр, карп, осётр, утка, змея и т. д.); в Гане тотемами служат смоковница и стебель маиса.
В Австралии, где тотемизм особенно процветает, даже вся внешняя природа представляет собой воплощение тотемов местного населения. Так, у австралийцев из Маунт-Гамбир к тотему вороны принадлежат дождь, гром, молния, тучи, град, к тотему змеи — рыбы, тюлени, некоторые породы деревьев и т. д.; у племён в Порт Маккай Солнце относится к тотему кенгуру, Луна — к тотему аллигатора.

## Область использования тотемов
Тотемистические представления отражаются на всем мировоззрении первобытного анимизма. Основной признак тотемизма заключается в том, что тотем считается родоначальником данной социальной группы, и каждый индивид тотемного класса — кровным родственником, сородичем каждого члена группы его поклонников. Если тотемом, например, служит ворона, то она считается действительным прародителем данного рода и каждая ворона — сородичем. В стадии теротеистического культа, предшествовавшего тотемизму, все объекты и явления природы человеку представлялись антропоморфными существами в образе животных, и потому-то чаще всего тотемами являются животные.

### Африка
В Африке у родов тотема змея новорождённых подвергают особому испытанию змеёй: если змея не тронет ребёнка, он считается законным, в противном случае его убивают как чужеродного. Австралийские мури называют тотемное животное «своей плотью». Племена залива Карпентария, при виде убийства своего тотема, говорят: «Почему убили этого человека: это мой отец, мой брат?» и т. д. В Австралии, где существуют половые тотемы, женщины считают представителей своего тотема своими сёстрами, мужчины — братьями, а тех и других — своими общими родоначальниками. Многие тотемные племена верят, что после смерти каждый человек обращается в животное своего тотема и, следовательно, каждое животное — умерший родственник.
Согласно традиционным представлениям, тотемное животное сохраняет особые отношения с этнической группой. Так, если тотем является опасным хищником, он обязательно должен щадить единокровный род.
В Сенегамбии туземцы убеждены, что скорпионы не трогают своих поклонников. У бечуанов, тотемом которых служит крокодил, так велико убеждение в его благосклонности, что если человека укусил крокодил, если даже на него брызнула вода от удара хвостом крокодила по воде, он изгоняется из рода, как явно незаконный член его.
В Африке иногда вместо вопроса, к какому роду или тотему принадлежит человек, спрашивают его, какой танец он танцует. Часто с той же целью уподобления во время религиозных церемоний надевают на лицо маски с изображениями тотема, одеваются в шкуры тотемных животных, украшают себя их перьями и т. д. Пережитки этого рода встречаем даже в современной Европе. У южных славян при рождении ребёнка старуха выбегает с криком: «Волчица родила волчонка!», после чего ребёнка продевают через волчью шкуру, а кусок волчьего глаза и сердца зашивается в рубашку или вешается на шее. Для полного закрепления родового союза с тотемом первобытный человек прибегает к тому же средству, как и при принятии постороннего в члены рода и при заключении междуродовых союзов и мирных договоров, то есть к договору крови (см. Татуирование, Теория родового быта, обрезание).

### Северная Америка
У рода бизонов племени омаха (Северная Америка) умирающего заворачивали в шкуру бизона, лицо окрашивали в цвет тотема и обращались к нему так: «Ты идёшь к бизонам! Ты идёшь к своим предкам! Будь крепок!» У индейского племени зуньи, когда приносят в дом тотемное животное — черепаху, её приветствуют со слезами на глазах: «О бедный погибший сын, отец, сестра, брат, дед! Кто знает, кто ты?» — поклонение тотему прежде всего выражается в том, что он является строжайшим табу; иногда избегают даже прикасаться к нему, смотреть на него (бечуаны в Африке). Если это животное, то обыкновенно избегают убивать его, употреблять в пищу, одеваться в его шкуру; если это дерево или другое растение — избегают рубить его, употреблять на топливо, есть плоды его и даже иногда садиться в тени его.
У многих племён убийство тотема чужеродцем требует такой же мести, или виры, как убийство сородича. В Британской Колумбии очевидцы такого убийства прячут лицо от стыда и потом требуют виры. Аналогично, в древнем Египте непрестанные кровавые распри между номами возникали по поводу убийства тотемов. При встрече с тотемом, а в некоторых местах — даже при выставлении напоказ знака тотема, его приветствуют, отвешивают ему поклоны, бросают перед ним ценные вещи.
Для снискания полной благосклонности своего тотема тотемисты употребляют самые разнообразные средства. Прежде всего они стараются приблизиться к нему внешним уподоблением. Так, у племени омаха мальчики рода бизона завивают на голове два локона волос наподобие рогов тотема, а род черепаха оставляет 6 локонов в уподобление ногам, голове и хвосту этого животного. Botoka (Африка) выбивают верхние передние зубы, чтобы уподобиться быку, своему тотему, и т. д. Торжественные пляски часто имеют целью подражание движениям и звукам тотемного животного.

### Австралия
При нахождении трупа тотемного животного выражают соболезнование и устраивают ему торжественные похороны. Даже племена, допускающие употребление в пищу тотема, стараются употреблять его в умеренном количестве (центр. Австралия), избегают убивать его во сне и обязательно дают животному возможность спастись. Австралийцы из Маунт-Гамбир убивают тотемное животное только в случае голода и при этом выражают сожаление, что убили «своего друга, свою плоть».
Тотемы, в свою очередь, как верные сородичи, к тому же обладающие сверхъестественными силами, оказывают родственным по крови поклонникам покровительство, содействуя материальному их благосостоянию, защищая от козней земных и сверхъестественных врагов, предупреждая об опасности (сова на Самоа), подавая сигналы к походу (кенгуру в Австралии), предводительствуя на войне и т. д.

### Традиция поедания тотема
Натирание тела кровью тотема обратилось со временем в раскрашивание и аналогичные симулирующие обычаи. Важным средством для использования сверхъестественного покровительства тотема считается постоянное близкое присутствие его. Поэтому часто тотемные животные откармливаются в пленении, например, у горцев Формозы, которые содержат в клетках змею и леопарда, или на о-ве Самоа, где держат при домах угрей. Отсюда выработался впоследствии обычай содержать животных в храмах и воздавать им божеские почести, как например в Египте.
Самым главным средством для общения с тотемом считается вкушение тела его (теофагия, см. также просфира, причащение). Периодически члены рода убивают тотемное животное (см. заклание) и торжественно, при соблюдении целого ряда обрядов и церемоний, съедают его, чаще всего без остатка, с костями и внутренностями. Подобный же обряд имеет место и в том случае, когда тотемом является растение (см. колачи, коляда).
Пережитки этого родового вкушения яств находим в литовской Samboros. Обычай этот, по воззрениям тотемиста, нисколько не является обидным для тотема, а, наоборот, весьма угодным ему. Иногда процедура носит такой характер, как будто убиваемое животное совершает акт самопожертвования и жаждет быть съеденным своими поклонниками. Гиляки, хотя и вышедшие из тотемного быта, но ежегодно торжественно убивающие медведя во время так называемого медвежьего праздника, убеждённо говорят, что медведь сам даёт хорошее место для смертельного удара (Штернберг). Робертсон Смит и Джевонс считают обычай периодического вкушения тотема прототипом позднейших жертвоприношений антропоморфным богам, сопровождавшихся съедением жертв самими приносившими её. Иногда обряд религиозного убиения имеет целью или терроризирование тотема примером убиения некоторых представителей его класса, или же освобождение души тотема для следования в лучший мир. Так, у рода червей племени омаха (Северная Америка), если черви наводняют ниву, их ловят несколько штук, толкут вместе с зерном и затем едят, веря, что это предохраняет ниву на один год. У племени зуньи раз в год отправляют процессию за тотемными черепахами, которых, после самых горячих приветствий, убивают и хоронят мясо и кости, не вкушая, в реке, чтобы они могли вернуться к вечной жизни. Недавно двумя исследователями Австралии, Б. Спенсером и Гилленом, открыты новые факты тотемизма — церемонии inticiuma. Все эти церемонии совершаются в начале весеннего сезона, периода цветения растений и размножения животных, и имеют целью вызвать изобилие тотемных видов. Обряды исполняются всегда на одном и том же месте, обиталище духов рода и тотема, адресуются определённому представителю тотема, которым служит либо камень, либо искусственное изображение его на земле (переход к индивидуальным божествам и изображениям), почти всегда сопровождаются жертвой крови тотемистов и заканчиваются торжественным вкушением запретного тотема; после чего обыкновенно разрешается и вообще умеренное употребление его в пищу.

## Влияние на последующие религиозные учения
В тотемизме, как в зародыше, заключаются главнейшие элементы дальнейших стадий религиозного развития: родство божества с человеком (божество — отец своих поклонников), табу, запретные и не запретные животные (позднейшие чистые и нечистые), жертвоприношение животного и обязательное вкушение тела его, выделение из тотемного класса избранного индивида для поклонения и содержание его при жилищах (будущее животное — божество в храме Египта), отождествление человека с божеством-тотемом (обратный антропоморфизм), власть религии над социальными отношениями, санкция общественной и личной морали (см. ниже), наконец, ревнивое и мстительное заступничество за оскорблённое тотемное божество. В настоящее время тотемизм является единственной формой религии во всей Австралии. Он господствует в Северной Америке и найден в широких размерах в Южной Америке, в Африке, среди неарийских народностей Индии, а пережитки его существуют в религиях и поверьях более цивилизованных народов. В Египте тотемизм процветал ещё в историческое время. В Греции и Риме, несмотря на антропоморфный культ, встречаются достаточные следы тотемизма. Многие роды имели героев-эпонимов, носивших имена животных, например, κριό (баран), κῠνός (canis, собака) и, т. д. Мирмидоняне (древние фессалийцы) считали себя потомками муравьёв. В Афинах воздавали культ герою в форме волка, и всякий, убивший волка, обязан был устроить ему похороны (см. также — капитолийская волчица). В Риме поклонялись дятлу, который был посвящён Марсу, и не употребляли его в пищу. Римские патриции использовали в своих родовых гербах семейные тотемы — изображения различных животных (быков, львов, рыб и т. п.). Черты тотемистических церемоний заметны в тесмофориях, имевших целью гарантировать плодородие земли и людей. В древней Индии черты тотемизма достаточно явственны в культе животных и деревьев и запретах на употребление их в пищу (см. Теротеизм). Тотемизм — не только религиозный, но и социально-культурный институт. Он давал высшую религиозную санкцию родовым учреждениям. Главнейшие устои рода — неприкосновенность жизни сородича и вытекающая из неё обязанность мести, недоступность тотемного культа для лиц чуждой крови, обязательная наследственность тотема в мужской или женской линии, устанавливавшая раз навсегда контингент лиц, принадлежащих к роду, наконец, даже правила половой регламентации — все это самым тесным образом связано с культом родового тотема.
Только этим можно объяснить крепость тотемных уз, ради которых люди часто жертвовали самыми интимными кровными узами: во время войн сыновья шли против отцов, жены против мужей и т. д. Фрейзер и Джевонс считают тотемизм главным, если не единственным виновником одомашнивания животных и культивирования растений.
Запрет на употребление в пищу тотемного животного крайне благоприятствовал этому, потому что удерживал жадного к пище дикаря от легкомысленного истребления ценных животных в период приручения. Ещё до настоящего времени пастушеские народы избегают убивать своих домашних животных не по хозяйственным соображениям, а в силу религиозного переживания. В Индии убиение коровы считалось величайшим религиозным преступлением. Точно так же обычай хранить из года в год колосья, зерна и плоды тотемных деревьев и растений и периодическое вкушение их для религиозных целей должны были привести к попыткам насаждения и культивирования. В то же время, дидух сжигался после проведения праздников. При переселении на новые места, где не было тотемных растений, их приходилось разводить.